# Elizabeth Hight
Elizabeth A. Hight és contraalmirall i vicedirectora de l'Agència de Sistemes d'Informació de Defensa (DISA). Va assumir aquest càrrec el desembre del 2007.